# Gródek Nowy (województwo mazowieckie)
Gródek Nowy – wieś w Polsce położona w województwie mazowieckim, w powiecie pułtuskim, w gminie Obryte. Ma status sołectwa.

## Historia
W okresie dwudziestolecia międzywojennego wieś leżała w województwie warszawskim, w powiecie pułtuskim, w gminie Obryte. Według Powszechnego Spisu Ludności z 1921 roku wieś zamieszkiwało 547 osób, w tym 4 wyznania mojżeszowego. Były tu 89 budynków mieszkalnych i 5 o innym przeznaczeniu.
W latach 1975–1998 miejscowość administracyjnie należała do województwa ostrołęckiego. Do 1 stycznia 2014 wieś nosiła urzędową nazwę Nowy Gródek.
W 1998 we wsi mieszkało 170 osób, w 2002 – 181, w 2011 – 164 osoby. Według Narodowego Spisu Powszechnego Ludności i Mieszkań (2021) we wsi mieszka 165 osób.